# Mami Tomoe
Mami Tomoe (巴 マミ Tomoe Mami?) es un personaje ficticio de la serie de anime de 2011 Puella Magi Madoka Magica. Mami es una chica mágica veterana y estudiante de tercer año en la escuela secundaria Mitakihara. Ella actúa como mentora de Kaname Madoka y Sayaka Miki si eligen convertirse en chicas mágicas al hacer un contrato con Kyubey. Mami juega un papel fundamental en el primer arco de Magia Record, apareciendo como uno de los principales antagonistas.

## Diseño de personaje
Diseñado por Ume Aoki, el motivo de color de Mami era inicialmente rojo por sugerencia del Gen Urobuchi, pero Aoki lo cambió a amarillo; el rojo se usó en su lugar para Kyoko Sakura. El color de su gema del alma es naranja, y cuando se transforma en su atuendo de chica mágica, su adorno para el cabello se adjunta al lado derecho de su cabeza.

## Apariciones

### EnMadoka Mágica
Mami, una chica mágica experimentada, rescata a Madoka Kaname y Sayaka Miki de la barrera de una bruja y decide actuar como mentora para ellas si deciden convertirse en chicas mágicas. Vive sola en un ático después de la muerte de sus padres en un accidente automovilístico, durante el cual solo pudo sobrevivir contratando a Kyubey para salvar su propia vida. Mami lucha con la creencia de que protegería a los demás de la amenaza de las brujas y sus familiares, y su apariencia tuvo una gran influencia en Madoka y Sayaka. Sin embargo, aunque ella aparece como una persona mayor confiable frente a ellos, debajo de esta fachada hay alguien que sufre profundamente de soledad. Mami se lamenta con Madoka de que su trabajo como chica mágica la ha dejado sola. Al escuchar esto, Madoka le confiesa a Mami que quiere convertirse en una chica mágica como ella y luchar junto a ella, haciendo que Mami sienta alegría y felicidad. Luego, Mami se luce luchando contra la bruja Charlotte, que parece una muñeca, solo para que la bruja se transforme repentinamente en una enorme criatura parecida a una oruga que mata a Mami justo ante los ojos de Madoka. A medida que avanza la serie, Kyubey revela que Mami nunca supo la verdad sobre las brujas y las chicas mágicas; como brujas son las formas finales de las chicas mágicas. Habiendo ignorado el propósito de las chicas mágicas y la verdadera naturaleza de las brujas, Mami descubrió la verdad en una de las líneas de tiempo anteriores en los bucles de tiempo de Homura. Actuando con calma y calculadora al enterarse de esta revelación, viéndola como la única forma de evitar que aparecieran más brujas, Mami asesinó a Kyoko e intentó matar a Homura antes de ser asesinada por Madoka. Más tarde, Mami es revivida en la nueva línea de tiempo por Ultimate Madoka junto con Kyoko mientras apoyan a Homura.

### Otras apariciones
Mami ha aparecido en varios manga relacionados con Madoka Magica . Ella es la protagonista principal junto a Kyoko Sakura en el manga Puella Magi Madoka Magica: The Different Story, que revela que Mami había sido anteriormente la pareja de Kyoko, pero se quedó sola después de que pelearon por sus ideales. También aparece en el manga Puella Magi Madoka Magica: Wraith Arc, ambientado entre las películas Eternal y Rebellion, donde lucha contra los espectros con Kyoko y Homura. En Puella Magi Oriko Magica, Mami investiga los asesinatos de chicas mágicas y luego se encuentra con una chica llamada Kirika Kure, que se revela que está matando chicas mágicas según las peticiones de Oriko. Los dos se involucran en una batalla. También aparece en una adaptación novedosa de la serie original escrita por Hajime Ninomae, ilustrada por Yūpon y publicada por Nitroplus . También aparece en la adaptación de manga de la serie de anime, escrita e ilustrada por Honakogae, y publicada por Houbunsha .